# Martín Krug
Martín Krug, né le 9 juillet 2006 à Chicago, est un footballeur international panaméen. Il joue au poste de défenseur central à l'Atlético Levante.

## Carrière

### En club
Il commence le football à l'âge de cinq ans dans l'académie d'iProSkills à Chicago. En 2022, il part en Espagne où il intègre l'académie de Levante UD. En été 2024, il prolonge son contrat et intègre l'équipe réserve.

### En sélection
Avec les moins de 17 ans, il a participé au championnat de la CONCACAF en février 2023 et à la coupe du monde en novembre 2023.
Il fait ses débuts avec la première sélection le 16 juin 2024 lors d'une rencontre amicale perdue 0-1 contre le Paraguay.